# Þórisfjall
Þórisfjall är ett berg i republiken Island. Det ligger i regionen Austurland, 400 km öster om huvudstaden Reykjavík. Toppen på Þórisfjall är 984 meter över havet.
Trakten runt Þórisfjall är nära nog obefolkad, med mindre än två invånare per kvadratkilometer. Närmaste större samhälle är Reyðarfjörður, omkring 14 kilometer norr om Þórisfjall. Trakten runt Þórisfjall består i huvudsak av gräsmarker.